# Paul Haas
Pour les articles homonymes, voir Haas.
Paul Haas est un dirigeant de football allemand, 3e président du FC Barcelone du 5 septembre 1902 au 17 septembre 1903. C'est le premier président n'ayant pas participé à la fondation du club et n'étant pas footballeur.

## Les premiers problèmes d'organisation
La saison sportive débute très bien avec une victoire 2-0 sur l'Hispania lors de la première journée de la coupe Macaya. Mais l'Hispania n'accepte pas cette défaite dans cette compétition qu'il a créé, et annule tout simplement le résultat de la rencontre ! La conséquence immédiate est le retrait du FC Barcelone de cette compétition et la création de la coupe de Barcelone. Les deux épreuves se déroulent en parallèle avec les mêmes équipes, le Barça remporte sa coupe et l'Hispania la sienne !
Dans le même temps, le club est en conflit avec la Fédération Espagnole de Gymnastique qui veut contrôler l'organisation du football à Barcelone et organiser une compétition sans étranger.

## La grande unification
Ces deux évènements majeurs dans le paysage footballistique catalan vont avoir des effets positifs. Paul Haas et le FC Barcelone intègrent en novembre 1902 l'Association des Clubs de Football de Barcelone, et en 1903 participent à la transformation de cet organisme en Fédération Catalane des Clubs de Football. La première décision de cette nouvelle institution est la création d'un Championnat de Catalogne de Football en lieu et place de la coupe Macaya et de la coupe de Barcelone. Le football est maintenant sur de bons rails...
Après une année difficile à la tête du club, Paul Haas laisse sa place à Arthur Witty un membre historique du club.

## Un président de transition
La présidence de Paul Haas peut être qualifiée de transition tant les remous financier et sportifs se sont déchainés autour du club. Sur le plan économique, le FC Barcelone a beaucoup de mal à équilibrer son budget : le football coute cher et ne rapporte presque rien. Sur le plan sportif, Paul Haas a largement contribuer à l'organisation du football en Catalogne avec la création de la Fédération Catalane de Football et du Championnat de Catalogne.